# Aï (rivière)
Pour les articles homonymes, voir AI.
L’Aï (en russe : Ай, en bachkir : Әй, Äy) est une rivière de Russie qui coule en Bachkirie et dans l’oblast de Tcheliabinsk. C’est un affluent gauche de l’Oufa, et donc un sous-affluent de la Belaïa, de la Kama puis de la Volga.

## Étymologie
Le nom « Aï » pourrait provenir du mot bachkir ай, ay, qui signifie « lune »,.

## Géographie
La principale ville arrosée par l’Aï est Zlatooust. Ses principaux affluents sont : la Koussa, la Bolchaïa Archa, la rivière Kigui, le Bolchoï Ik et l'Ik à droite, la Bolchaïa Satka, la rivière Lemazy et la Melekes à gauche.
La rivière est navigable, mais est gelée de novembre à avril.